# NGC 6459
NGC 6459 ist eine Galaxie vom Hubble-Typ S? im Sternbild Drache am Nordsternhimmel, die schätzungsweise 398 Millionen Lichtjahre von der Milchstraße entfernt ist.
Das Objekt wurde am 19. April 1885 von Lewis A. Swift entdeckt.